# 비바 라스베가스
《비바 라스베가스》(Viva Las Vegas)는 가수이자 배우인 엘비스 프레슬리와 배우이자 댄서인 앤 마그릿이 공동 주연으로 출연한 미국의 1964년 뮤지컬 영화이다. 영화 비평자들과 수많은 팬들은 이 영화를 보고 프레슬리의 최고의 영화 가운데 하나로 여겼다.
영국에서 이 영화와 사운드트랙이 "Love In Las Vegas"라는 이름으로 발매되었다. 그 까닭은 프레슬리 영화가 출판된 같은 시기에 "비바 라스베가스"라는 이름의 다른 영화가 존재하였기 때문이었다.

## 출연
- 엘비스 프레슬리 (Elvis Presley) - 럭키 잭슨
- 앤 마그렛 (Ann-Margret) - 러스티 마틴
- 세자레 다노바 (Cesare Danova) - 엘모 맨시니
- 윌리엄 데마레스트 (William Demarest) - 미스터 마틴
- 니키 블레어 (Nicky Blair) - 쇼티 팬즈워스

## KBS 성우진 (2004년 7월 4일)
- 구자형 - 럭키 잭슨(엘비스 프레슬리)
- 차명화 - 러스티 마틴(앤 마그렛)
- 김세한 - 만치니 백작(세자레 다노바)
- 황원 - 러스티 아버지
- 안종국
- 한상덕
- 이호인
- 김창주
- 김소형
- 윤세웅